# Кармалка (приток Ашкадара)
Кармалка — река в России, протекает по Фёдоровскому району республики Башкортостан.  Длина реки составляет 16 км.
Начинается из родников к северу от деревни Филипповка. Течёт в юго-восточном направлении через Филипповку и Веселовку, затем - по открытой местности. Устье реки находится в 124 км по левому берегу реки Ашкадар юго-западнее села Батырово.

## Данные водного реестра
По данным государственного водного реестра России относится к Камскому бассейновому округу, водохозяйственный участок реки — Белая от города Салавата до города Стерлитамака, речной подбассейн реки — Белая. Речной бассейн реки — Кама.
Код объекта в государственном водном реестре — 10010200512111100018175.